# آمبروکسول
آمبروکسل (به انگلیسی: Ambroxol) دارویی است که خلط را می‌شکند و در درمان بیماری‌های تنفسی همراه با ترشح چسبناک یا بیش‌ازحد موکوس به‌کار می‌رود. آمبروکسل اغلب به‌عنوان مادهٔ مؤثره در شربت سرفه تجویز می‌شود.
این دارو در سال ۱۹۶۶ به ثبت رسید و در سال ۱۹۷۹ وارد استفاده پزشکی شد.

## کاربردهای پزشکی
آمبروکسل به‌عنوان «درمان سکرتولیتیک در بیماری‌های برونکولئوپولمونری مرتبط با ترشح غیرطبیعی موکوس و اختلال در انتقال آن» تجویز می‌شود. این دارو به پاکسازی موکوس کمک می‌کند، دفع خلط را تسهیل می‌کند و سرفهٔ خلط‌دار را آسان‌تر می‌سازد و در نتیجه بیماران می‌توانند آزادانه و عمیق نفس بکشند.

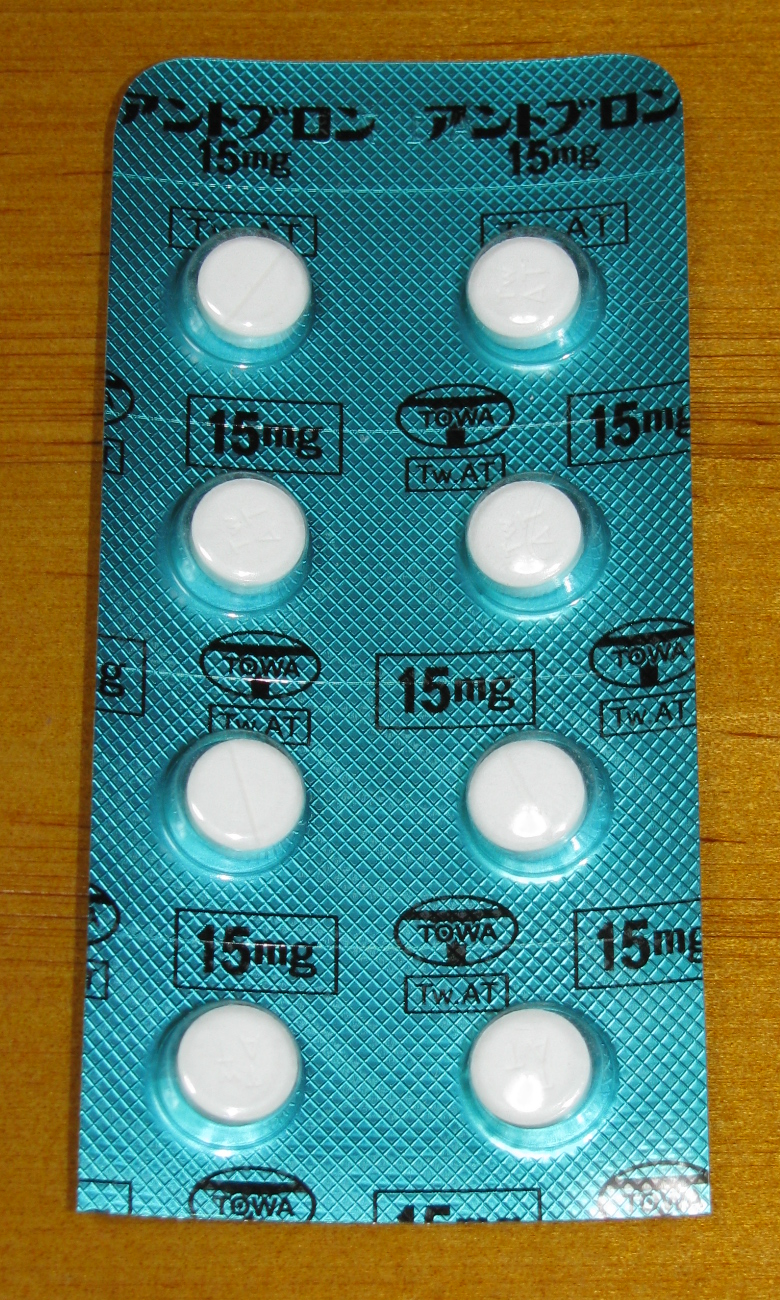
قرص‌های آمبروکسل هیدروکلراید در ژاپن

از سال ۱۹۷۸ و اعطای اولین مجوز بازاریابی، شکل‌های دارویی گوناگونی از این ماده ساخته شده است. آمبروکسل به شکل شربت، قرص، آب‌نبات مکیدنی، ساشه پودر خشک، محلول استنشاقی، قطره و آمپول و همچنین قرص جوشان عرضه می‌شود.
آمبروکسل همچنین در گلودرد حاد باعث تسکین درد می‌شود. درد گلو مشخصهٔ اصلی فارینژیت حاد است. گلودرد معمولاً ناشی از عفونت ویروسی بوده که این عفونت قابل مدیریت است و بیمار معمولاً پس از چند روز بهبود می‌یابد. آزاردهنده‌ترین علامت برای بیمار درد مداوم گلو بوده که هنگام بلع شدیدتر می‌شود. هدف اصلی درمان کاهش درد است. ویژگی عمدهٔ آمبروکسل در درمان گلودرد، اثر بی‌حسی موضعی آن است که نخستین بار در اواخر دههٔ ۱۹۷۰ توصیف شد و بعدها در مطالعات جدیدتر توضیح داده و تأیید شد.
دوز بالای آمبروکسل که به‌صورت تزریق وریدی داده می‌شود، مرگ‌ومیر ناشی از مسمومیت با پاراکوات را تا ۳۱٪ کاهش می‌دهد.

## عوارض جانبی
مطالعات و مشاهدات تا کنون منع مصرف خاصی برای آمبروکسل کشف نکرده‌اند؛ بااین‌حال، در بیماران مبتلا به زخم معده احتیاط توصیه می‌شود و استفاده در سه‌ماههٔ نخست بارداری پیشنهاد نمی‌گردد.

## مکانیسم اثر
این ماده بر روی غشای مخاطی اثر می‌گذارد و با چندین سازوکار مختلف، مکانیسم‌های پاکسازی فیزیولوژیک دستگاه تنفسی را که نقش مهمی در دفاع طبیعی بدن دارند، بازمی‌گرداند. از جمله این سازوکارها شکستن خلط، تحریک ترشح موکوس و تحریک سنتز و آزادسازی سورفاکتانت توسط پنوموسیت نوع دوم است. سورفاکتانت به‌عنوان عامل ضدچسبندگی عمل می‌کند و با کاهش چسبندگی موکوس به دیوارهٔ برونش، انتقال آن را بهبود داده و در برابر عفونت و عوامل محرک محافظت ایجاد می‌کند.
آمبروکسل یک مهارکنندهٔ قوی کانال‌های سدیمی عصبی است که اثر بی‌حسی آن را توضیح می‌دهد. این ویژگی منجر به توسعهٔ آب‌نبات مکیدنی حاوی ۲۰ میلی‌گرم آمبروکسل شد. بسیاری از مطالعات بالینی پیشرفته اثربخشی آمبروکسل را در کاهش درد گلودرد حاد نشان داده‌اند که با شروع سریع اثر همراه بوده و دست‌کم سه ساعت دوام دارد.
آمبروکسل همچنین دارای خاصیت ضدالتهاب است و قرمزی گلو را کاهش می‌دهد. این دارو در کشت‌های سلولی، آزادسازی سیتوکین‌های التهابی و هیستامین را کاهش می‌دهد. همچنین به‌عنوان آنتی‌اکسیدان عمل کرده و رادیکال آزاد و اسید هیپوکلریک تولیدشده توسط نوتروفیل‌ها را خنثی می‌کند. این دو اثر، نقش دارو در درمان آسیب حاد ریوی ناشی از پاراکوات را توضیح می‌دهند.
به‌تازگی نشان داده شده است که آمبروکسل فعالیت آنزیم گلوکوکربروزیداز لیزوزومی را افزایش می‌دهد. به همین دلیل ممکن است داروی مفیدی برای درمان بیماری گوشه و بیماری پارکینسون باشد. همچنین گزارش شده که آمبروکسل با آزادسازی کلسیم از ذخایر اسیدی درون‌سلولی، باعث اگزوسیتوز لیزوزوم‌ها می‌شود. این پدیده از طریق ورود آمبروکسل به لیزوزوم‌ها و خنثی‌سازی pH آن‌ها رخ می‌دهد. این مکانیسم احتمالاً مسئول اثر موکولیتیک دارو است و همچنین می‌تواند اثر آن در بیماری‌های زوال عقل و پارکینسون را توضیح دهد.
هم آمبروکسل و هم داروی مادر آن برم‌هگزین در انواع سلول‌ها باعث اتوفاژی می‌شوند. همچنین نشان داده شده که آمبروکسل در یک مدل سل درمان با ریفامپیسین را تقویت می‌کند. افزون بر این، آمبروکسل سطح ریوی طیف وسیعی از آنتی‌بیوتیک‌ها را افزایش می‌دهد.

## نام‌های تجاری
آمبروکسل مادهٔ مؤثرهٔ داروهای میوسیکلَر (ایتالیا – Muciclar)، میوکوسالوَن (Mucosolvan)، میوکوبروکس (اسپانیا – Mucobrox)، بای‌سول‌وَن (سوئیس – Bisolvon)، کلوکسان (مکزیک – Cloxan)، میوکول (Mucol)، لاسول‌وَن (Lasolvan)، میوکواَنجین (Mucoangin)، سوربرونک (Surbronc)، برونتِکس (لیتوانی – Brontex)، اَمبرُو (قزاقستان – Ambro)، اَنبولار (Ambolar)، اینهالِکس (Inhalex)، میوکولایت (هند – Mucolite)، فلوای‌بروکس (یونان – Fluibrox) و لایزوپِین (Lysopain). است.
آمبروکسل به‌عنوان ماده‌ای ایمن و مؤثر توسط آژانس دارویی اروپا تأیید، اما توسط سازمان غذا و داروی ایالات متحده در آمریکا تأیید نشده است. همچنین آمبروکسل برای استفاده در استرالیا مورد پذیرش قرار نگرفته است.